# Ormeggio

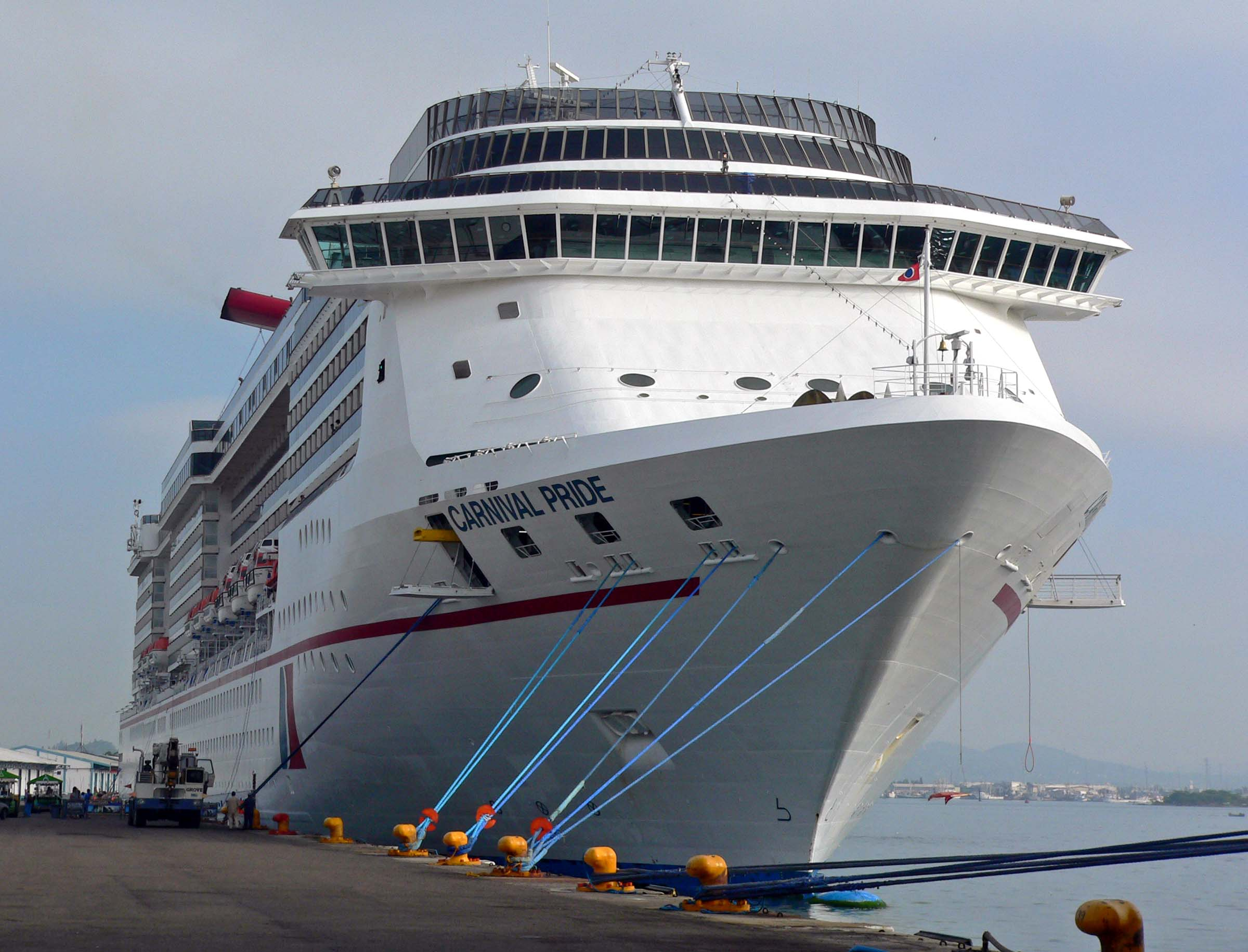
Ormeggio della nave Carnival Pride

L'ormeggio è l'insieme delle operazioni nautiche che si effettuano per rendere stabilmente ferma un'imbarcazione in un dato punto della costa (generalmente il molo di un porto); è anche il luogo in cui il natante viene tenuto fermo, nonché ogni elemento accessorio utilizzato per stabilizzarne la posizione.

## Descrizione

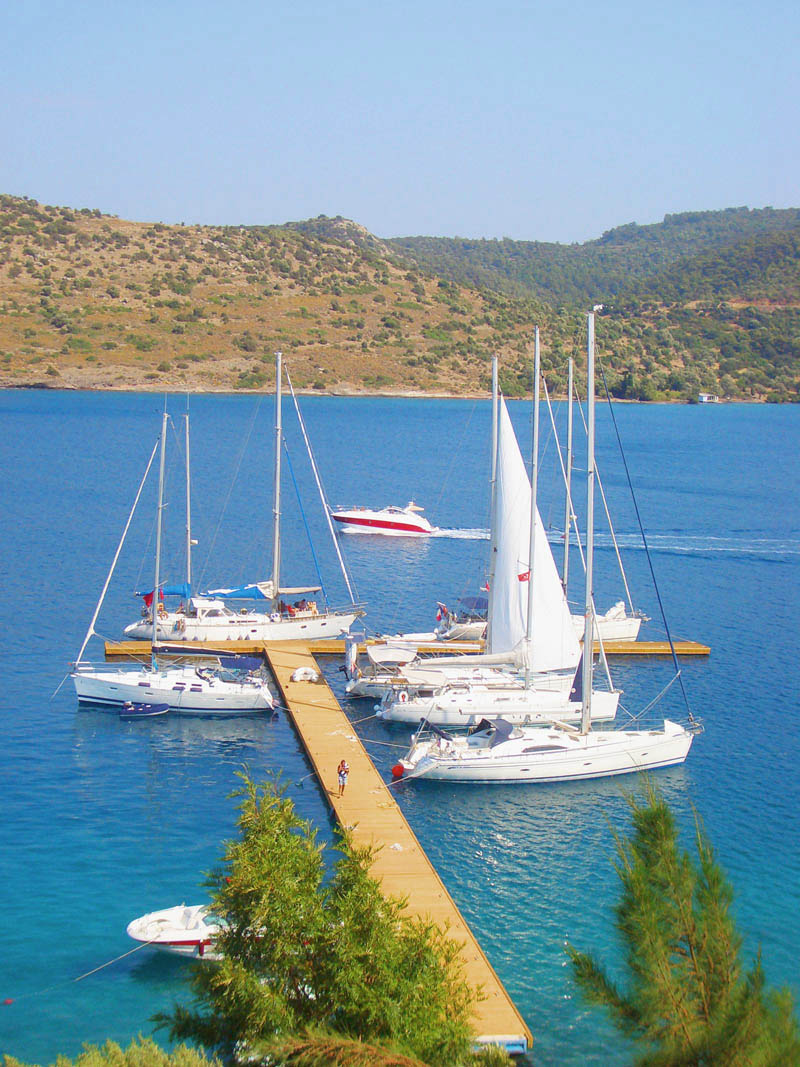
Ormeggio di imbarcazioni da diporto

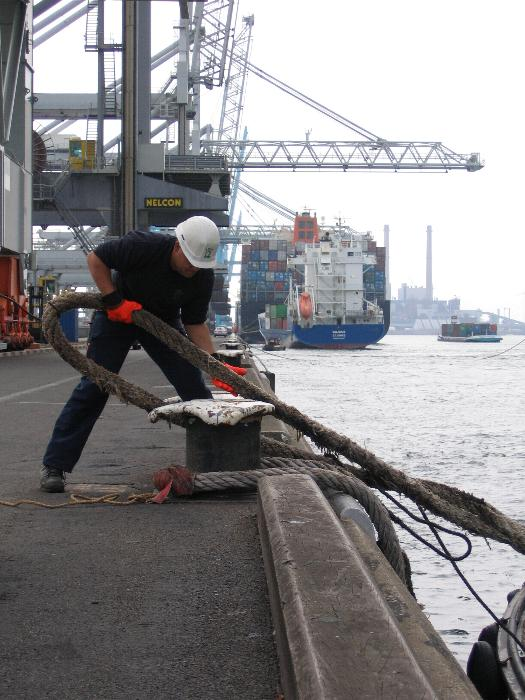
Ormeggio ad una bitta

Si distingue dall'ancoraggio sia perché non necessariamente per ormeggiare si fa ricorso all'uso di ancore (anzi in molti porti e soprattutto marine è espressamente vietato dar fondo all'ancora), sia perché per ormeggio si intende una sosta in porto, in rada o a breve distanza dalla costa, comunque sopra fondali ordinari, non dunque sopra fondali alti, dove occorre ancorarsi con catene di lunghezza non ordinaria.
Inoltre, l'ormeggio è tipico delle imbarcazioni, mentre l'ancoraggio può riguardare oggetti galleggianti delle più varie nature (ad esempio una piattaforma petrolifera in mare aperto) e non necessariamente condotti sul punto di sosta con manovre nautiche (possono ad esempio esservi meramente rimorchiati).
L'ormeggio in banchina, tipicamente con legatura a bitte e anelli, è propriamente detto attracco ed in genere si effettua unitamente ad operazioni di sbarco/imbarco che condizionano le modalità di immobilizzazione del natante. Tuttavia, il termine attracco è diffuso per la marineria commerciale mentre per il diporto, in cui si usa anche fissare la nave a gavitelli o corpi morti, si parla comunemente di ormeggio.
Nel 2014, in Costa Azzurra, per risolvere i problemi della scarsità di posti barca nei porti del Mediterraneo e della protezione dei fondali marini, il governo Francese ha sperimentato il Waterlily una piattaforma a forma di fiore di loto, in grado di ormeggiare 16 barche tra i sei e i 12 metri, utilizzando un solo ancoraggio anziché il massimo di 16 e riducendo gli spazi d'ingombro.

## Tecniche di ormeggio
| Schema di un classico ormeggio di fianco (alla lunga) |                     |                                  |
| Numero                                                | Nome                | Scopo                            |
| 1                                                     | Cavo di prua        | Impedisce movimenti verso poppa  |
| 2                                                     | Traversino di prua  | Mantiene accostata alla banchina |
| 3                                                     | Batticulo di prua   | Impedisce movimenti verso prua   |
| 4                                                     | Batticulo di poppa  | Impedisce movimenti verso poppa  |
| 5                                                     | Traversino di poppa | Mantiene accostata alla banchina |
| 6                                                     | Cavo di poppa       | Impedisce movimenti verso prua   |

L'ormeggio ad una banchina può essere di fianco ("all'inglese"), di poppa ("alla francese") o di prua
- Ormeggio di fianco: in tale ormeggio l'imbarcazione è disposta parallelamente alla banchina, alla quale è assicurata con sei cavi: cavo di prora (1), traversino di prora (2), batticulo di prora (3), batticulo di poppa (4), traversino di poppa (5), cavo di poppa (6).
- Ormeggio di poppa: in tale ormeggio l'imbarcazione è disposta perpendicolarmente alla banchina, con la prua in fuori mantenuta da una o due ancore di posta oppure da un corpo morto o da una boa, mentre la poppa è assicurata a delle bitte a terra a mezzo di cavi incrociati che, attraverso i passacavi di poppa, vengono dati volta alle bitte di bordo.
- Ormeggio di prua: in tale ormeggio l'imbarcazione è disposta perpendicolarmente alla banchina, con la poppa in fuori mantenuta da una o due ancore di posta oppure da un corpo morto o da una boa, mentre la prua è assicurata a delle bitte a terra a mezzo di cavi incrociati che, attraverso i passacavi di prua, vengono dati volta alle bitte di bordo.

L'ormeggio ad una boa è assicurato da prua per mezzo della catena dell'ancora o di un robusto cavo passato a doppino sul grosso anello o sul maniglione presente sulla parte superiore della boa. Nell'ormeggio a due boe, la nave oltre ad essere ormeggiata ad una boa a prora, è ormeggiata ad una boa a poppa per mezzo di uno o più cavi passati a doppino.
L'ormeggio ad un corpo morto è assicurato per mezzo di un robusto cavo ancorato al corpo morto sul fondo: tale cavo viene dato volta alle bitte di bordo.
L'ormeggio mediante fissaggio a struttura a terra deve tener conto delle eventuali prevedibili maree e risacche.

## Manovre di ormeggio
Le manovre di ormeggio comprendono:
- la decelerazione di avvicinamento,
- la presentazione dell'imbarcazione con il lato o i lati da fissare in sosta,
- l'eventuale aggancio o fissaggio alle strutture stabili.

L'ormeggio può essere assistito da terra e dal mare: soprattutto per la presentazione del natante (specialmente in caso di avvicinamento al traverso, cioè per fare aderire una murata ad una banchina, e comunque per rotazioni in spazi ristretti) si utilizzano risorse esterne all'imbarcazione che vanno dall'ormeggiatore che corre a fissare le cime o gomene che gli sono lanciate da bordo, al gommone o al rimorchiatore che tirano l'imbarcazione o la spingono lateralmente puntando opportunamente le loro prue sullo scafo da ormeggiare. Le cime e le gomene fissate dall'ormeggiatore a terra vengono poi tirate da bordo a mano o a macchina per effettuare l'avvicinamento grazie al loro accorciamento.